# Бруннер, Отто (интернационалист)
Отто Бруннер (нем. Otto Brunner; 21 октября 1896, Биннинген, Швейцария — 16 февраля 1973, Цюрих, Швейцария) — швейцарский коммунист, в годы Гражданской войны в Испании командир батальона «Чапаев».

## Биография
Отто Бруннер родился в 1896 году в Биннингене в семье печатника. Закончил обучение по профессии механика. В 1913 году эмигрировал с родителями в Бразилию, где жил с кратким перерывом до 1927 года. С 1927 года работал монтажником сантехоборудования в Цюрихе.
С 1928 по 1931 год Бруннер возглавлял группу монтажников в Швейцарской ассоциации металлистов и часовщиков (SMUV). В 1932 году он возглавил забастовку монтажников в Цюрихе. В 1933 году был исключен из SMUV. С 1932 по 1936 год Бруннер входил в Политбюро Коммунистической партии Швейцарии, в 1936, 1939 и 1941-1942 — в Секретариат партии. С 1934 по 1936 год он был также секретарем парторганизации кантона Цюрих. С 1931 по 1936 год и с 1946 по 1947 год он был членом городского Законодательного собрания Цюриха; в 1935-36 и с 1947 по 1951 год — членом Городского совета Цюриха.
В годы Гражданской войны в Испании в числе 800 швейцарских добровольцев-интернационалистов участвовал в гражданской войне против войск националистов Франко на стороне Республики. С 1936 по 1938 год Бруннер находился в Испании, сначала как политработник, а позднее в ранге майора стал командиром Штурмового батальона «Чапаев», названного в честь российского героя гражданской войны В. И. Чапаева. Батальон «Чапаев» входил в состав XIII интербригады.
По возвращении на родину Бруннер в числе многих бойцов-интернационалистов подвергся преследованиям и в 1939 году был приговорён к лишению свободы на срок в шесть месяцев тюремного заключения, из которых он, однако, отсидел всего два месяца, а также в течение трех лет был лишён гражданских прав. Вместе с другими швейцарскими интернационалистами Бруннер основал в Цюрихе Объединение швейцарских добровольцев Испании и был его первым председателем.
Позднее Бруннер вышел из Швейцарской партии труда, созданной в 1951 году в качестве преемницы Коммунистической партии, к тому времени запрещённой, но в 1968 году вернулся в ряды Партии труда.
Умер в Цюрихе в 1973 году.